# Mestalla
Estadio Mestalla (normalt bare omtalt som Mestalla) er et fodboldstadion i Valencia i Spanien, der er hjemmebane for La Liga-klubben Valencia CF Stadionet har plads til 55.000 tilskuere, og alle pladser er siddepladser. Det blev indviet 20. maj 1923.
Mestalla blev benyttet under VM i fodbold 1982, hvor de spanske værter blandt andet spillede på stadionet.

## Eksterne links
- Stadioninfo

- Wikimedia Commons har flere filer relateret til Mestalla